# Boletales
Boletales é uma ordem de fungos da divisão Basidiomycota que inclui um grande número de espécies com grande variedade de tipos de corpo frutífero (ou seta), entre os quais os boletos. O género Boletus é o grupo melhor conhecido desta ordem.